# Hội đồng Kinh tế và Xã hội Liên Hợp Quốc
Hội đồng Kinh tế và Xã hội Liên Hợp Quốc (tiếng Anh: United Nations Economic and Social Council, viết tắt ECOSOC) là một trong 5 cơ quan quan trọng nhất của Liên Hợp Quốc chịu trách nhiệm phối hợp hoạt động của các ban về kinh tế - xã hội, bao gồm 14 ủy ban chuyên môn, ủy ban chức năng và 5 ủy ban khu vực trực thuộc Liên Hợp Quốc.
Hội đồng Kinh tế và Xã hội có 54 thành viên và tổ chức một cuộc họp lớn kéo dài 4 tuần vào tháng 7 hàng năm.
Hội đồng còn đóng vai trò là một diễn đàn thảo luận các vấn đề kinh tế và xã hội quốc tế và đưa ra các kiến nghị chính sách tới các quốc gia thành viên và cho toàn hệ thống Liên Hợp Quốc.

## Các nước thành viên
Hội đồng Kinh tế và Xã hội Liên Hợp Quốc có 54 quốc gia thành viên được Đại hội đồng bầu theo 3 năm một lần dựa theo tính đại diện của từng khu vực.
Châu Phi có 14 ghế, châu Á có 11 ghế, Đông Âu có 6, Mỹ-Latin và các quốc gia vùng Caribbe có 10, còn lại là 13 ghế cho Tây Âu và các khu vực khác.
| Nhiệm kỳ | Châu Phi (14)                                            | Châu Á (11)                                     | Đông Âu (6)            | Nam Mỹ và Caribbe (10)                              | Tây Âu và các khu vực khác (13)                 |
| -------- | -------------------------------------------------------- | ----------------------------------------------- | ---------------------- | --------------------------------------------------- | ----------------------------------------------- |
| 2016-18  | Algérie · Somalia · Nam Phi · Rwanda · Nigeria           | Afghanistan · Liban · Iraq · Việt Nam           | Moldova · Cộng hòa Séc | Chile · Guyana · Perú                               | Ý · Bỉ · Thụy Sĩ · Hoa Kỳ                       |
| 2015-17  | Burkina Faso · Ghana · Mauritanie · Uganda · Zimbabwe    | Ấn Độ · Nhật Bản · Pakistan                     | Estonia                | Argentina · Brasil · Honduras · Trinidad và Tobago  | Áo · Pháp · Đức · Hy Lạp · Bồ Đào Nha           |
| 2014-16  | Botswana · Cộng hòa Congo · CHDC Congo · Togo            | Bangladesh · Trung Quốc · Hàn Quốc · Kazakhstan | Gruzia · Nga · Serbia  | Antigua và Barbuda · Guatemala · Panama             | Phần Lan · Thụy Điển · Thụy Sĩ · Anh Quốc       |
| 2013-15  | Tunisia · Bénin · Mauritius · Nam Phi · Sudan            | Kuwait · Kyrgyzstan · Nepal · Turkmenistan      | Albania · Croatia      | Bolivia · Colombia · Haiti                          | Úc · Hoa Kỳ · Ý · San Marino                    |
| 2012     | Comoros · Zambia · Rwanda · Ghana · Ai Cập               | Bangladesh · Philippines · Mông Cổ · Iraq       | Ukraina · Slovakia     | Argentina · Bahamas · Chile                         | Hoa Kỳ · Bỉ · Canada · Ý                        |
| 2011     | Bờ Biển Ngà · Guiné-Bissau · Mauritius · Maroc · Namibia | Nhật Bản · Ả Rập Xê Út · Ấn Độ                  | Estonia                | Venezuela · Guatemala · Perú · Saint Kitts và Nevis | Pháp · Đức · Thổ Nhĩ Kỳ · Liechtenstein · Malta |
| 2010     | Mozambique · Niger · Cộng hòa Congo · Cameroon           | Pakistan · Trung Quốc · Hàn Quốc · Malaysia     | Ba Lan · Nga · Moldova | Saint Lucia · Uruguay · Brasil                      | Na Uy · Phần Lan · Anh Quốc · Úc                |

## Các chủ tịch của Hội đồng
| Năm đắc cử  | Tên Chủ tịch                     | Quốc gia                    | Ghi chú |
| ----------- | -------------------------------- | --------------------------- | ------- |
| 1946        | Arcot Ramasamy Mudaliar          | Ấn Độ                       |         |
| 1946        | Andrija Stampar                  | Nam Tư                      |         |
| 1947        | Arcot Ramasamy Mudaliar          | Ấn Độ                       |         |
| 1947        | Jan Papanek                      | Tiệp Khắc                   |         |
| 1948        | Charles Habib Malik              | Liban                       |         |
| 1949        | James Thorn                      | New Zealand                 |         |
| 1950 - 1951 | Hernan Santa Cruz                | Chi Lê                      |         |
| 1952        | Syed Amjad Ali                   | Pakistan                    |         |
| 1953        | Raymond Scheyven                 | Bỉ                          |         |
| 1954        | Juan I. Cooke                    | Argentina                   |         |
| 1956        | Douglas Copland                  | Úc                          |         |
| 1956        | Hans Engen                       | Na Uy                       |         |
| 1957        | Mohammad Mir Khan                | Pakistan                    |         |
| 1958        | George F. Davidson               | Canada                      |         |
| 1959        | Daniel Cosio-Villegas            | México                      |         |
| 1960        | C. W. A. Schurmann               | Hà Lan                      |         |
| 1961        | Foss Shanahan                    | New Zealand                 |         |
| 1962        | Jerzy Michalowski                | Ba Lan                      |         |
| 1963        | Alfonso Patino                   | Colombia                    |         |
| 1964        | Ronald Walker                    | Úc                          |         |
| 1965        | Akira Matsui                     | Nhật Bản                    |         |
| 1966        | Tewfik Bouattoura                | Algérie                     |         |
| 1967        | Milan Klusak                     | Tiệp Khắc                   |         |
| 1968        | Manuel Perez Guerrero            | Venezuela                   |         |
| 1969        | Raymond Scheyven                 | Bỉ                          |         |
| 1970        | J. B. P. Maramis                 | Indonesia                   |         |
| 1971        | Rachid Driss                     | Tunisia                     |         |
| 1972        | Karoly Szarka                    | Hungary                     |         |
| 1973        | Sergio Armando Frazao            | Brazil                      |         |
| 1974        | Aarno Karhilo                    | Phần Lan                    |         |
| 1975        | Iqbal A. Akhund                  | Pakistan                    |         |
| 1976        | Simeon Aké                       | Bờ Biển Ngà                 |         |
| 1977        | Ladislav Smid                    | Tiệp Khắc                   |         |
| 1978        | Donald O. Mills                  | Jamaica                     |         |
| 1979        | Hugo Scheltema                   | Hà Lan                      |         |
| 1980        | Andreas V. Mavrommatis           | Síp                         |         |
| 1981        | Paul John Firmino Lusaka         | Zambia                      |         |
| 1982        | Miljan Komatina                  | Nam Tư                      |         |
| 1983        | Sergio Correa da Costa           | Brazil                      |         |
| 1984        | Karl Fischer                     | Áo                          |         |
| 1985        | Tomohiko Kabayashi               | Nhật Bản                    |         |
| 1986        | Manuel dos Santos                | Mozambique                  |         |
| 1987        | Eugeniusz Noworyta               | Ba Lan                      |         |
| 1988        | Andres Aguilar                   | Venezuela                   |         |
| 1989        | Kjeld Vilhelm Mortensen          | Đan Mạch                    |         |
| 1990        | Chinmaya Rajaninath Gharekhan    | Ấn Độ                       |         |
| 1992        | Darko Silovic                    | Nam Tư                      |         |
| 1992        | Robert Mroziewicz                | Ba Lan                      |         |
| 1993        | Juan Somavia                     | Chi Lê                      |         |
| 1994        | Richard William Butler           | Úc                          |         |
| 1995        | Ahmad Kamal                      | Pakistan                    |         |
| 1996        | Jean-Marie Kacou Gervais         | Bờ Biển Ngà                 |         |
| 1997        | Karel Kovanda                    | Cộng hòa Séc                |         |
| 1998        | Juan Somavia                     | Chi Lê                      |         |
| 1999        | Paulo Fulci                      | Ý                           |         |
| 2000        | Makarim Wibisono                 | Indonesia                   |         |
| 2001        | Martin Belinga-Eboutou           | Cameroon                    |         |
| 2002        | Ivan Šimonović                   | Croatia                     |         |
| 2003        | Gert Rosenthal                   | Guatemala                   |         |
| 2004        | Marjatta Rasi                    | Phần Lan                    |         |
| 2005        | Munir Akram                      | Pakistan                    |         |
| 2006        | Ali Hachani                      | Tunisia                     |         |
| 2007        | Dalius Čekuolis                  | Litva                       |         |
| 2008        | Léo Mérorès                      | Haiti                       |         |
| 2009        | Sylvie Lucas                     | Luxembourg                  |         |
| 2010        | Hamidon Ali                      | Malaysia                    |         |
| 2011        | Lazarous Kapambwe                | Zambia                      |         |
| 2012        | Miloš Koterec                    | Slovakia                    |         |
| 2013        | Néstor Osorio Londoño            | Colombia                    |         |
| 2014        | Martin Sajdik                    | Áo                          |         |
| 2015        | Oh Joon                          | Hàn Quốc                    |         |
| 2016        | Frederick Musiiwa Makamure Shava | Zimbabwe                    |         |
| 2017        | Marie Chatardová                 | Cộng hòa Séc                |         |
| 2018        | Inga Rhonda King                 | Saint Vincent và Grenadines |         |
| 2019        | Mona Juul                        | Na Uy                       |         |

1. ↑  Được bầu vào tháng 1
2. ↑  Được bầu vào tháng 6